# パラマタ (スループ)
パラマタ (HMAS Parramatta) はオーストラリア海軍のスループ。グリムスビー級。

## 艦歴
シドニーのコッカトゥー島で1938年11月9日起工。1939年6月10日に進水し、1940年4月8日に就役した。
「パラマタ」は1940年7月に紅海部隊に配属され、同月末にアデンに到着。主に船団護衛に従事した。
1941年4月上旬、マッサワの北のMarsa KubaにPlattの軍のための前進基地を作る作戦に参加。「パラマタ」の任務は水路の啓開であった。4月5日、「パラマタ」はポンツーンや補給船をMarsa Kubaへ誘導した。マッサワ陥落の日の4月8日、軽巡洋艦「ケープタウン」がマッサワ沖でイタリア魚雷艇の攻撃を受けて被雷。「パラマタ」は「ケープタウン」をポートスーダンまで曳航した。それから「パラマタ」はマッサワに戻り、水路の掃海を助けた。マッサワ攻略により紅海の状況はよくなったことから艦艇を地中海へ回せるようになり、「パラマタ」も地中海へ移されることとなった。5月3日、スエズに到着。汽船「Mount Othrys」を離礁させたりした後、6月1日にスエズ運河に入り、6月3日にアレクサンドリアに着いた。 
「パラマタ」はトブルクへの補給や支援に従事。1941年6月24日、トブルク沖でパラマタとイギリスのスループ「オークランド」、ガソリン運搬船「Pass of Balmaha」は70機以上の急降下爆撃機の攻撃を受け、「パラマタ」には目立った損害は無かったものの「オークランド」が沈没。「パラマタ」が164名を救助した。
1941年11月27日早朝、トブルクへの補給物資を運ぶ輸送船を護衛していた「パラマタ」に、ドイツ潜水艦「U559」から発射された魚雷1本が命中。右側に転覆し、北緯32°20′東経24°35′で沈没した。138名が死亡し、生存者は24名であった。